# Стефан Ђорђевић (кошаркаш, 1998)
Стефан Ђорђевић (Лесковац, 4. децембар 1998) је српски кошаркаш. Игра на позицијама крилног центра и центра.

## Каријера

### Клупска
Ђорђевић је поникао у Актавис академији из Лесковца, да би потом прешао у Здравље за које је наступао у Другој лиги и Кадетској лиги Србије. Године 2015, прикључио се јуниорској селекцији Црвене звезде. Био је део састава црвено-белих који је 2016. године стигао до финала Јуниорског турнира Евролиге у Берлину. 
Дана 28. децембра 2016. године потписао је четворогодишњи уговор са Црвеном звездом. Пред почетак сезоне 2017/18. прослеђен је на позајмицу у ФМП. Од 22. децембра 2017. године до краја сезоне 2017/18. играо је на позајмици у екипи Вршца. Од 2018. до 2021. је поново играо за ФМП. У јуну 2021. је потписао за Игокеу. Након две сезоне у Игокеи прешао је у шпанску Ђирону.

### Репрезентативна
У фебруару 2020. године је добио први позив за сениорску репрезентацију Србије. Селектор Игор Кокошков га је уврстио на списак играча за утакмице против Финске и Грузије у квалификацијама за Европско првенство 2021. Ђорђевић је дебитовао за сениорску репрезентацију 23. фебруара 2020. у поразу од Грузије (90:94).

## Успеси

### Клупски
- Игокеа:
  - Првенство Босне и Херцеговине (2): 2021/22, 2022/23.
  - Куп Босне и Херцеговине (2): 2022, 2023.